# Ellis Ross
Pour les articles homonymes, voir Ross.
Ellis Ross est un homme politique canadien et chef autochtone en Colombie-Britannique. 
Il représente la circonscription de Skeena à l'Assemblée législative de la Colombie-Britannique à titre de député libéral de mai 2017 à septembre 2024. Il occupe aussi le poste de ministre du Développement du gaz naturel et ministre responsable de l'Hébergement dans le gouvernement de la première ministre Christy Clark.
Il représente aussi la circonscription fédérale britanno-colombienne de Skeena—Bulkley Valley à titre de député conservateur depuis avril 2025.

## Biographie
Ross naît et grandit à Kitamaat Village, près de Kitimat, en Colombie-Britannique,.
Entre 2003 et 2011, il est conseiller de la nation Haisla à Kitamaat Village. En 2011, il devient conseiller principal et est réélu en 2013. Il démissionne en 2017 de son poste de conseiller principal pour se présenter aux élections législatives de Colombie-Britannique, dans la circonscription de la Skeena, sous l'étiquette du Parti Libéral de Colombie-Britannique. Il est élu, puis réélu en 2020.
En 2006, il signe un accord de 50 millions de dollars avec la firme Kitimat LNG pour l'installation d'une usine de gaz naturel liquéfié dans l'une des réserves de la nation. Il travaille ensuite pour le ministère Pêches et Océans Canada durant quelques années, puis il crée une entreprise avec son frère. Il est décoré de l'ordre de la Colombie-Britannique en 2014.
Après les élections de 2017, la Première ministre de la Colombie-Britannique Christy Clark nomme Ross ministre du Développement du gaz naturel et ministre responsable du Logement.